# L'occasione fa il ladro
(Morale finale dell'opera)
L'occasione fa il ladro, ossia il cambio della valigia è un'opera lirica di Gioachino Rossini. Il libretto, denominato burletta per musica o farsa in un atto, è di Luigi Prividali, che lo ha tratto dal vaudeville Le prétendu par hasard, ou L'occasion fait le larron (1810) di Eugène Scribe.

## Fortune dell'opera
La prima rappresentazione ebbe luogo il 24 novembre 1812 al Teatro San Moisè di Venezia.
Se l'opera all'inizio ebbe una buona fama e fece il giro d'Italia e d'Europa, con la morte del compositore fu eclissata dalle ben più celebri opere buffe, e scomparve dal repertorio. Ebbe però un'importante ripresa nel 1892 a Pesaro, nel centenario della nascita del compositore. 
La farsa ritornò sulle scene nella seconda metà del Novecento: nel 1962 fu rappresentata alla Piccola Scala di Milano (diretta da Nino Sanzogno con Alvinio Misciano, Wladimiro Ganzarolli ed una giovanissima Fiorenza Cossotto nei panni di Ernestina). La prima rappresentazione al Rossini Opera Festival fu nel 1987 diretta da Salvatore Accardo con Luciana Serra, Luciana D'Intino e Claudio Desderi, e segnò l'ultima regia rossiniana di Jean-Pierre Ponnelle, che morì l'anno successivo (la regia fu in seguito ripresa più volte al ROF, e due volte alla Scala, nel 1988 e nel 2010). L'opera, pur non entrata nel consueto repertorio, conta tuttora un discreto numero di rappresentazioni in Italia.
Luciana Serra ha fatto del ruolo di Berenice uno dei suoi cavalli di battaglia; importanti interpreti del ruolo di Alberto furono Rockwell Blake e William Matteuzzi; nel piccolo ma divertentissimo ruolo di Martino si sono distinti Alessandro Corbelli e Roberto Coviello.

## Cast della prima assoluta
| Ruolo          | Registro vocale | Interprete        |
| -------------- | --------------- | ----------------- |
| Don Eusebio    | tenore          | Gaetano Dal Monte |
| Berenice       | soprano         | Giacinta Canonici |
| Conte Alberto  | tenore          | Tommaso Berti     |
| Don Parmenione | basso buffo     | Luigi Pacini      |
| Ernestina      | mezzosoprano    | Carolina Nagher   |
| Martino        | basso buffo     | Filippo Spada     |

## La trama
La narrazione contiene una delle solite vicende di complicati scambi di persona, in questo caso doppia. Don Parmenione con il fido servo Martino, e il conte Alberto (in viaggio verso la promessa sposa Berenice che non conosce di persona) si riparano in una locanda a causa di un temporale (il famoso temporale orchestrale che sarà ripreso anche ne Il barbiere di Siviglia). I due stringono amicizia, e Alberto racconta al suo interlocutore del suo matrimonio combinato. Cessato il temporale il conte Alberto riparte, ma il suo servitore, per errore, prende la valigia di Don Parmenione invece di quella del padrone. Solo una volta partito il conte, Parmenione e Martino si accorgono dello scambio, e il servo convince il padrone ad approfittare dell'occasione per frugare nell'altra borsa. Don Parmenione apre la valigia e vi trova quello che crede essere il ritratto della promessa sposa Berenice, se ne innamora e decide di approfittare del caso per spacciarsi per il conte Alberto e sposare la ragazza. 
Intanto a casa di Berenice, questa, nonostante i dubbi dello zio Eusebio, decide di voler mettere alla prova lo sposo travestendosi da cameriera, mentre la cugina Ernestina (scappata di casa con l'amante, ma da esso abbandonata) vestirà i panni di Berenice. 

Parmenione e Martino arrivano prima di Alberto, ed Ernestina (presentata come Berenice) si innamora del presunto Alberto, e il sentimento è contraccambiato. Martino però si insospettisce, dato che la ragazza non è quella raffigurata nel ritratto. Subito dopo arriva Alberto, che si innamora a prima vista di Berenice; anche la ragazza prova gli stessi sentimenti, ma decide di mettere alla prova il promesso sposo palesandosi come la cameriera. La situazione si complica con l'arrivo dello zio Eusebio che chiede di conoscere lo sposo: le due ragazze presentano ben due Conti Alberti. Alberto accusa Parmenione di essere un impostore, ma il ladro mostra a tutti il contratto di matrimonio, fugando così ogni dubbio, ed Eusebio invita il vero Alberto creduto un impostore ad andarsene.
Tuttavia Berenice ed Ernestina credono nelle parole del povero conte, e la promessa sposa decide di affrontare a viso aperto Parmenione, facendogli un vero e proprio interrogatorio sulla sua situazione familiare (documentandosi con le lettere che il vero Alberto le aveva inviato in precedenza): l'impostore sbaglia ogni risposta, e Berenice comprende la verità. Nel frattempo lo zio Eusebio ed Ernestina decidono di interrogare il servo Martino sulle abitudini del suo padrone, che lo definisce né vizioso né virtuoso, né buono né cattivo, insomma "un di quegli esseri comuni in società". 

Il conte Alberto decide di sfidare a duello don Parmenione per vendicare l'affronto, ma la sfida viene bloccata da Berenice che pretende di sapere la verità: i due allora si accordano, Parmenione racconta la verità sull'imbroglio e afferma di essere innamorato di Ernestina, e Alberto rinnova le sue promesse d'amore. Parmenione decide di palesarsi anche ad Ernestina, la quale rimane stupita: egli è un amico intimo di suo fratello, il conte Ernesto, il quale aveva mandato Parmenione in cerca della sorella fuggita con un seduttore. La ragazza, abbandonata del seduttore, decide di concedere la mano a Parmenione. Anche tra Alberto e Berenice le cose vengono chiarificate.
Don Parmenione chiede perdono ad Alberto del fattaccio, ma rimane ancora il dubbio su chi sia la ragazza del ritratto: ella è la sorella di Alberto, il cui ritratto era un regalo dello sposo a Berenice. La farsa si conclude con il doppio matrimonio delle due coppie.

## Organico orchestrale
La partitura di Rossini prevede l'utilizzo di:
- 2 flauti (II. anche ottavino), 2 oboi, 2 clarinetti, fagotto
- 2 corni
- archi

Per i recitativi secchi:
- pianoforte (violoncello e contrabbasso ad libitum)

## Autoplagio
La breve ma deliziosa sinfonia è basata sul temporale della Pietra del paragone che poi approderà al Barbiere di Siviglia.

## Struttura dell'opera
- 1 Sinfonia e Introduzione Frema in cielo il nembo irato (Parmenione, Martino, Alberto)[2]
- 2 Aria Che sorte, che accidente (Parmenione)
- 3 Aria Vicino è il momento (Berenice)
- 4 Quintetto Quel gentil, quel vago oggetto (Parmenione, Ernestina, Alberto, Berenice, Eusebio)
- 5 Recitativo ed Aria D'ogni più sacro impegno (Alberto)
- 6 Duetto Per conoscere l'inganno - Voi la sposa! (Parmenione, Berenice)
- 7 Aria Il mio padrone è un uomo (Martino)
- 8 Recitativo ed Aria Voi la sposa pretendete (Berenice)
- 9 Finale

1. Quello, ch'io fui, ritorno (Parmenione, Ernestina, Eusebio)
2. Oh quanto son grate (Berenice, Alberto)
3. Miei signori, allegramente (Martino, Berenice, Alberto, Eusebio, Ernestina, Parmenione)

## Incisioni discografiche
- 1987 - Luciana Serra (Berenice), Raúl Giménez (Alberto), Patrick Raftery (Parmenione), Claudio Desderi (Martino); orchestra Giovanile Italiana, direttore Salvatore Accardo
- 1991 - Maria Bayo, Iorio Zennaro, Natale De Carolis, Fabio Previati; English Chamber Orchestra, Marcello Viotti
- 2005 - Elizaveta Martirosyan, Fanie Antonelou, Gianpiero Ruggeri, Mauro Utzeri, Joan Ribalta; Württemberg Philharmonic Orchestra, Antonino Fogliani